# Nakamura Hiro
Nakamura Hiro (中村広; az angol változatban Hiro Nakamura helyesírással) a Hősök (Heroes) című televíziósorozat egyik szereplője, akit Masi Oka alakít. Hiro Tokióban él, és programozóként dolgozik. Először munka közben fedezi fel, hogy képes befolyásolni az idő folyását. Később felismeri, hogy a téridő-kontinuum manipulálásával teleportációra is képes és lehetővé válik számára az időutazás is.
Hiro szereti a szuperhősökről szóló képregényeket és a sci-fit. A kezdetben naiv és esetlen, ugyanakkor túlon-túl lelkes Hiro okozza a sorozat vidám perceit, de egyben ő az egyedüli karakter, aki örömmel veszi képességeit és rögtön a képregényekből megismert hősiesség felé törekszik.
A legjobb – és úgy tűnik, egyetlen – barátja munkatársa, Maszahasi Andó. Neki számol be elsőként, miután felfedezi képességét. Hiro angoltudása kezdetben igen szegényes, így eleinte csak japánul beszél és Andóra támaszkodik, mint tolmácsra. Idővel, Ando segítségével, valamint azáltal, hogy 3 hónapot a múltban tölt, hogy megmentse szerelmét, a pincérnőként dolgozó Charlie-t, nyelvismerete folyamatosan fejlődik.